# 117652 Joseaponte
117652 Joseaponte este o planetă minoră (asteroid), cu un diametru de 3,006 km, din centura de asteroizi. A fost descoperită pe 9 martie 2005 la Mount Lemmon⁠(d) de Mount Lemmon Survey⁠(d). 
Obiectul prezintă o orbită caracterizată de o semiaxă mare de 2,5640509720809 UAi, o excentricitate de 0,07, o înclinație de 8,2 ° în raport cu ecliptica.